# Evoluce (Star Trek: Nová generace)
Evoluce (v anglickém originále Evolution) je jedna z epizod třetí sezóny seriálu Star Trek: Nová generace, která byla v České republice při své premiéře odvysílána jako druhá v pořadí, zatímco ve Spojených státech jako první. Jde o první epizodu napsanou Michaelem Pillerem. Za následující čtyři epizody se pak stal vedoucím týmu, který se touto činností zabývá. Později spolupracoval i na seriálech Star Trek: Stanice Deep Space Nine a Star Trek: Vesmírná loď Voyager.
V této epizodě se vrací Gates McFadden jako doktorka Beverly Crusherová. Po celou druhou sezónu ji zastupovala Diana Muldaur  co by Katherine Pulaská. Šéfinženýr Geordi La Forge a Worf pak byli nedávno povýšeni. Rovněž se zde poprvé objevil nový vzhled uniforem Hvězdné flotily. Ten je pak používán až do konce seriálu. V rámci děje dojde k úniku nanitů, které ohrozí celou Enterprise provádějící právě důležitý výzkum.

## Příběh
USS Enterprise D se blíží k dvojhvězdě Kavis Alpha, aby provedla astro-fyzický výzkum pod vedením Dr. Paula Stubbse. Jedná se o analýzu rozpadu neutronia, který je důsledkem hvězdné exploze nastávající každých 196 let. A to se má odehrát právě za několik hodin. Dr. Stubbs plánuje vyslat sondu přezdívanou „vejce“ za účelem sběru dat. Bude se jednat o výsledek jeho celoživotní práce. Mezitím vítá Wesley vroucně na lodi svou matku, doktorku Beverly Crusherovou, která se opět připojuje k posádce.
Jak se blíží čas exploze, na lodi se začnou objevovat podivné poruchy, ale počítač hlásí, že je vše v pořádku. Wesley, který pracoval na projektu s mikroskopickými nanity, si uvědomil, že mohl způsobit, že nanity unikly. Byly naprogramovány, aby spolupracovaly a vyvíjely se. Ukáže se, že nalezly způsob, jak se replikovat, a usídlily se v počítačovém jádru. Jelikož je s nespolehlivými počítačovými systémy dokončení mise ohroženo, posádka přemýšlí, jak je z jádra odstranit. Dr. Stubbs se obává o svůj experiment, a tak na jádro vystřelí a zničí velké množství nanitů. Ty se pomstí tak, že zaplaví můstek oxidem dusičným, což se podaří posádce překonat. Dr. Stubbs je izolován ve své kajutě, ale nanity se pokusí o další pomstu a zasáhnou jej elektrickým výbojem.
Kapitán Picard začne připravovat zaplavení počítačového jádra gama radiací, aby nanity kompletně odstranil, ale Datovi se podaří s nimi zahájit komunikaci. Umožní jim, aby použili jeho tělo jako komunikační prostředek. Picard zjistí, že si uvědomují sebe sama, a že akci Dr. Stubbse braly jako projev nepřátelství, ačkoliv jediné, co požadují, je mír. Vyjedná s nimi dohodu, že je odešle na planetu Kavis Alpha IV, která se stane jejich domovem. Souhlasí, a než odejdou, opraví škody na počítačovém jádru. Dr. Stubbs navíc stihne včas provést svůj experiment. Později doktorka pozoruje Wesleyho v baru s mladou dívkou a konstatuje, že již vyspívá.

## Změny oproti scénáři
Když se Dave Krieger stal technický poradce pro Novou generaci, „Evoluce“ byla první epizodou, na které pracoval. Originální scénář plánoval, že se lodě zmocní inteligentní roztoči, kteří by poletovali po Enterprise v miniaturních vzducholodích. Krieger shledal myšlenku, že by v něčem tak malém, jako roztoč, mohlo objevit dostatek neuronů, aby mohli být inteligentní a schopní komunikace, za absurdní. Zaměnil je tedy za nanity, kteří by mohli případně sdílet výpočetní výkon a dosáhnout tak cítění.